# Taquaritinga do Norte
Taquaritinga do Norte es un municipio en el estado de Pernambuco, Brasil. Está ubicado en el Agreste Pernambucano, en la microrregión del Alto Capibaribe.
Conocida como la "Dahlia da Serra", ya que posee muchos ejemplares de esta flor. Tiene un clima relativamente templado, y la temperatura media anual es de 20°C.

## Topónimo
"Taquaritinga" es una palabra del idioma tupi. Existen dos explicaciones etimológicas:
- "taquara pequena e branca" ("taquara pequeña y blanca"), a partir de los términos takwa'ri (taquara pequena) y tinga (blanco).
- "rio claro das taquaras", de la unión de los términos takwar (taquara), 'y (río, agua) y tinga (blanco).

## Historia
La ciudad nació a medioados del siglo XVIII. A principios del siglo XIX ya era un lugar poblado dividido por lotes que dieron paso al desarrollo del asentamiento. La Ley Provincial N° 1895 del 10 de mayo de 1887 elevó su categoría a Municipio, fecha en que celebra su aniversario.